# Isla Korzhin
La isla Korzhin (también conocida como Kurzhin, Kurdzhyn, Korzhun, Kurzhon o isla Kurdzhun) es una isla larga y plana en el lago Balkhash (Балқаш Көлі, Balqaş köli o lago Baljash). Se encuentra en la parte central del lago.
La Korzhin tiene una longitud de 13,5 kilómetros (8.4 millas) y una anchura máxima de 0,8 km (0,50 millas).
Administrativamente la isla Korzhin pertenece a la Provincia de Almaty (Алматы облысы) de Kazajistán.